# Pattinaggio di velocità ai IX Giochi asiatici invernali - Inseguimento a squadre femminile
La gara dell'inseguimento a squadre femminile si è svolta l'11 febbraio 2025 allo Heilongjiang Winter Sports Training Center di Harbin, in Cina.

## Risultati
| Rank | Pair | Squadra                                                      | Tempo   | Note |
| ---- | ---- | ------------------------------------------------------------ | ------- | ---- |
| 1    | 2    | Cina Yang Binyu Ahenaer Adake Han Mei                        | 3:02.75 |      |
| 2    | 2    | Giappone Yuka Takahashi Yuna Onodera Rin Kosaka              | 3:05.52 |      |
| 3    | 1    | Corea del Sud Park Ji-woo Jeong Yu-na Kim Yoon-ji            | 3:10.47 |      |
| —    | 1    | Kazakistan Mariya Degen Nadezhda Morozova Kristina Shumekova | DSQ     |      |